# Volksaufstand von Laon
Der Volksaufstand von Laon von Ostern 1112 war eine Erhebung der Bürgerschaft der Stadt Laon gegen den örtlichen Bischof, die mit dem Tod des Bischofs endete.

## Vorgeschichte
Im Jahr 1106 wurde ein normannischer Adliger, Gaudry, der in England bereits königlicher Kanzler und Kaplan gewesen war, als Kandidat des Königs Philipp I. († 1108) und gegen den Kandidaten des Domkapitels zum Bischof von Laon gewählt. Seine Interesse galt jedoch vor allem dem Militär und der Jagd, sein bekanntestes Merkmal war ein schwarzer Sklave, den er auf den Namen Jean getauft hatte, und der für ihn die illegalen Aufträge ausführte. Jean tötete einen Bürger der Stadt, der es kurz nach Gaudrys Ankunft in der Stadt gewagt hatte, das Verhalten des neuen Bischofs zu kritisieren, und er war es auch, der einem anderen Bürger die Augen herausriss, weil Gaudry ihn verdächtigte, zu seinen Feinden zu gehören.
Die Bürger Laons waren durch diese und andere Grausamkeiten ihres Bischofs so aufgebracht, dass sie die Abwesenheit Gaudrys nutzten, um sich als Zivilgemeinde (Commune) zu organisieren und von den Adligen und Kirchenmännern, die die Stadt verwalteten, gegen eine große Summe eine Charta, eine Verfassung, genehmigen zu lassen.
Durch diese Verfassung entrichteten sie nur noch eine feste jährliche Abgabe und standen nicht mehr für den unbegrenzten finanziellen Bedarf des Bischofs gerade. Die Adligen und die Geistlichen akzeptierten und Gaudry fand die Charta unterzeichnet, als er zurückkehrte. Zuerst wütend, verzichtete er dann aber doch für sich und seine Nachfolger gegen eine große Geldzahlung auf seine alten Rechte als Herr der Stadt. Die Bürger von Laon baten, wie es üblich war, König Ludwig VI., das Dokument zu bestätigen, was auch gegen die Zusage einer jährlichen Rente an die Krone geschah. Drei Jahre lang funktionierte die Gemeinde.

## Ostern - 18. April bis 23. April
Als im Jahr 1112 sowohl bei dem verschwenderischen Gaudry, als auch bei den Adligen und Geistlichen das erhaltene Silber dem Ende entgegenging, entschieden der Bischof und sein Gefolge, die Gemeinde wieder aufzulösen, und wollten sich dazu der Hilfe des Königs bedienen, um die Bürger daran zu hindern, sich seinem Plan zu widersetzen: Gaudry lud Ludwig VI. ein, in Laon das Osterfest zu feiern. Am Mittwoch vor Ostern traf Ludwig VI. mit seiner Eskorte bewaffneter Ritter ein. Am Gründonnerstag (18. April) versuchte Gaudry, ihn mit so viel Verbissenheit davon zu überzeugen, die Charta zu annullieren, dass er darüber vergaß, in die Kathedrale zu gehen und dem Volk wie gewöhnlich die Absolution zu erteilen. Die Bürger von Laon, darüber informiert, was in der Stadt vorging, sagten dem König andererseits zu, die Zuwendungen zum königlichen Schatz zu erhöhen. Gaudry überbot sie, und entband den König in seiner Eigenschaft als Bischof von dem Eid gegenüber der Charta, den er den Bürgern von Laon gegeben hatte: die Charta wurde für nichtig erklärt. Den Bürgern wurde befohlen, dem Bischof das Siegel und das Stadtbanner zurückzugeben und aus dem Glockenturm die Glocke zu entfernen, mit der die Gemeindeversammlungen einberufen wurden.
Die Unruhe in der Stadt war derart groß, dass der König es vorzog, aus dem Haus, in dem er logierte, in den bischöflichen Palast umzuziehen, der gegenüber der ihn umgebenden Stadt eine eigene Festung darstellte. Bei Anbruch des Karfreitags (19. April) drängte Ludwig VI. zum Aufbruch, ohne das Osterfest abzuwarten, wegen dessen er eigentlich gekommen war. Die Bürger, die sich in ihren Häusern verschanzt hatten, erfuhren, dass der Bischof, der über das Geld, das er dem König für die Annullierung der Charta zugesagt hatte, nicht verfügte, eine Steuererhebung bei der Bürgern plante. Dies war nun der Tropfen, der das Fass zum Überlaufen brachte: Vierzig Bürger verabredeten sich, den Bischof während der Osterprozession zu töten.
Aber Gaudry war misstrauisch; am Ostersonntag (21. April) wagte er es nicht, die Kathedrale zu betreten, nahm aber, um seine Angst zu verbergen, an der Prozession teil, im Schutz seiner Geistlichen, gefolgt von seinen Dienern und den versteckt bewaffneten Adligen. Der Festzug bewegte sich durch die Straßen und zog an einem Gewölbe vorbei, bei dem sich die Verschwörer versteckt hatten. Einer von ihnen, im Glauben, der Moment zum Angriff sei gekommen, brach unerwartet hervor, und rief das Losungwort „Commune! Commune!“. Doch sein übereiltes Handeln ließ das Attentat fehlschlagen, dem Bischof und seinen Leuten gelang es, die Angreifer in die Flucht zu schlagen. Der erschreckte Gaudry ließ am gleichen Abend bewaffnete Bauern von seinen Gütern kommen, die den Palast und die Türme der Kathedrale besetzten. Am Ostermontag (22. April) zogen der Bischof und die Geistlichen dann wie gewöhnlich in einer Prozession zur Abtei Saint-Vincent außerhalb der Mauern der Stadt, bei der sich Gaudry allerdings wie am Vortag von einer bewaffneten Eskorte begleiten ließ. Die Verschwörer hatten zwar auf diesen Moment gewartet, zumal sie auch die Ritter töten wollten, die sie genau hassten wie den Bischof, nahmen sie von ihrem Vorhaben Abstand, als sie merkten, dass die meisten von ihnen nicht erschienen waren.
Am Dienstag (23. April) schickte Gaudry seine Bauern wieder zurück, forderte aber die Adligen auf, sich bei Unruhen unter Waffen bei ihm im Palast zu versammeln. Am Mittwoch plünderten die Bürger mehrere Häuser auf der Suche nach Getreide und gepökeltem Fleisch, so als wollten sie sich auf eine Belagerung vorbereiten.

## Der Aufstand - 25. April
Am Donnerstag (25. April) umstellten Gruppen, die mit Lanzen, Keulen, Äxten oder Schwertern bewaffnet waren, den Palast und griffen die benachbarte Kathedrale an. Die Adligen kamen dem Bischof zu Hilfe, wurden aber, als sie den Palast erreichten, einer nach dem anderen ergriffen und getötet.
Den Aufständischen gelang es, obwohl sie von den Dienern des Bischofs mit Steinen beworfen wurden, die Tore des bischöflichen Palastes aufzubrechen, sie strömten in das Gebäude, so dass Gaudry nur die Zeit blieb, die Kleidung eines seiner Bediensteten überzuwerfen und sich im Keller in einem für solche Fälle vorbereiteten Fass zu verstecken. Die revoltierenden Bürger durchsuchten den Palast, und prügelten die Dienerschaft, um von ihnen zu erfahren, wo sich der Bischof aufhielt, bis einer von ihnen schließlich das Versteck verriet. Eine Gruppe stieg in den Keller hinab, an ihrer Spitze Thiégaud, ein wilder und brutaler Mann, der den Wegzoll auf einer Brücke in der Nähe der Stadt erhob und dabei oft die Reisenden misshandelte.
Gaudry wurde entdeckt, an den Haaren gefasst, Thiégaud zerrte ihn aus seinem Versteck, die übrigen warfen sich auf den Bischof, schlugen ihn und jagten ihn bis auf die Straße. Der Bischof flehte die Bürger an, ihn zu schonen, versprach ihnen Geld, seinen Rücktritt und sagte zu, sich weit von der Stadt zu entfernen. Man antwortete ihm mit Schlägen und Beschimpfungen, einer schlug ihn mit der Axt auf den Kopf, ein anderer ins Gesicht, wodurch der Bischof starb. Thiégaud schnitt ihm mit einem Schwert einen Finger ab, um den Bischofsring an sich zu nehmen. Die übrigen rissen ihm die Kleider vom Leib. Der nackte Leichnam wurde in eine Ecke gestoßen, mit Steinen und Schmutz beworfen.
Andere Aufständische brachen die Häuser der Adligen auf und plünderten sie, töteten die Besitzer mitsamt ihren Familien. Die Kathedrale brannte, ebenso das umgebende Stadtviertel. Am folgenden Tag kam ein Archidiakon mit einem Diener, nahm den Leichnam des Bischofs, um ihn ohne religiöse Zeremonie außerhalb der Stadt zu begraben.

## Ergebnis
Der Aufstand brach so schnell zusammen, wie er entstanden war – er hörte einfach auf. Dennoch kam die Stadt in den nächsten Jahren nicht zur Ruhe, Gewalttaten waren an der Tagesordnung; Thiégaud wurde nach zwei Jahren gefasst und gehängt. 1128 schließlich kam man mit Ludwig VI. überein. Die Charta wurde teilweise wieder in Kraft gesetzt, die Macht allerdings ging an das Domkapitel, das größte in Frankreich, während der Bischof, trotz seines Titels als Pair von Frankreich und Herzog von Laon keine wirkliche Rolle mehr spielte.